# Park Narodowy Lake District
Park Narodowy Lake District – park narodowy położony na terenie krainy Lake District, w północno-zachodniej części Anglii w Wielkiej Brytanii. Został utworzony w 1951 w celu ochrony górzystego obszaru jezior, ważnego z powodów przyrodniczych oraz kulturowych. Największe jezioro parku, Windermere, jest największym  jeziorem Anglii.
W wyniku intensywnego wyrębu lasów w przeszłości, większość powierzchni parku pokryta jest łąkami bądź terenami skalistymi. Mimo że liczba gatunków roślin jest niewielka, czyste powietrze sprawia, że na wielu szczytach występuje wiele gatunków porostów – w niektórych przypadkach nawet 20. Spośród zwierząt szczególną opieką otacza się rzadką w Anglii wiewiórkę pospolitą.
Na terenie parku wytyczono kilka szlaków, lecz na podstawie brytyjskiego Prawa dostępu turyści mogą wędrować po większości terenów o ile nie niszczą upraw bądź nie niepokoją zwierząt. Ze względu na górzysty charakter terenu, przewodniki zalecają poruszanie się po najczęściej używanych (wydeptanych) ścieżkach.
Lake District słynie z malowniczych, często bezdrzewnych widoków na pagórkowate czy lekko górzyste łąki usiane przeważnie wysypiskami kamiennymi i wąskimi jeziorami morenowymi. W literaturze obszar ten Anglii jest kojarzony z XVIII-wiecznymi prekursorami romantyzmu w poezji, angielskimi poetami Jezior, w tym Williamem Wordsworthem i Samuelem Taylorem Coleridge’em.